# کلیسای کاتولیک یونانی پادشاهی
کلیسای کاتولیک یونانی پادشاهی (به عربی: كنيسة الروم الملكيين الكاثوليك، ت.ت. 'کلیسای رومیان پادشاهی کاتولیک'؛ به انگلیسی: Melkite Greek Catholic Church) یک کلیسای کاتولیک شرقی مستقل در ارتباط و شراکت کامل با کلیسای کاتولیک در روم (پایتخت ایتالیا) و در ارتباط با شخص خود پاپ می‌باشد، سرزمین اصلی این کلیسا خاورمیانه است، امروزه بخشی از پیروان این کلیسا در کشورهای غرب نیز پراکنده و منتشر شده‌اند، اما شان و جایگاهشان در آنجا نیز شان جایگاه بقیه مسیحی‌ها در شرق می‌باشد. زبان بومی و رسمی این کلیسا زبان عربی می‌باشد.
کلیسای روم پادشاهی کاتولیک دارنده درجه بالایی از بهم پیوستگی نژادی می‌باشد، این موضوع هم به اصول کلیسا در خاورنزدیک برمی‌گردد به‌طور خاص در سوریه و لبنان. پیروان این آیین و خود این آیین در حال حاضر در همه نقاط عالم به‌علت مهاجرت پیروان آن پراکنده و منتشر شده‌است. در حال حاضر تعداد کسانی که از این آیین و مذهب در همه نقاط دنیا پیروی می‌کنند تقریباً بالغ بر یک میلیون و ششصد هزار نفر می‌باشد.

## علت نام‌گذاری
برای هر لفظی در اسم این کلیسا دلیل‌های معین و خاصی وجود دارد، لفظ ملکیین که در زبان سریانی ܡܠܟܝܐ یا ملکویی نامیده می‌شود، بر مسیحیانی در مشرق زمین اطلاق می‌گردد که شریعت و قوانین مجمع خلقیدونیه را که امپراتور بیزانس مرقیانوس در سال ۴۵۱ میلادی قرائت نمود را قبول کرده بودند. در ابتدا به این افراد برادران سریان و اقباط الخلقیدونیون می‌گفتند، این نام‌گذاری اشاره به این داشت که این افراد پیرو مذهب و آیین امپراتور یا پادشاه بیزانس هستند. این نام به‌طور کلی و عام به همه مجموعه‌های الخلقیدونیه ربط نداشت. لفظ الروم بر وابستگی این کلیسا به فرهنگ و میراث کلیسای رومی بیزانس دلالت داشت. از این زاویه بعضی از آداب و سنن آن‌ها بنا بر طبیعت شکل‌گیری آن‌ها با بقیه کلیساهای ارتدوکس شرقی تفاوت‌های کمی داشت. لفظ کاتولیک بر وابستگی و پیوند این کلیسا به‌طور عام با جماعت یا کلیسای روم تحت سیطره پاپ و به‌طور طبیعی یعنی وحدت و مشارکت تام و تمام با کلیسای جهانی کاتولیک دلالت دارد. برای اولین بار قدیس اغناطیوس النورانی یکی از پدران و کشیشهای کلیسای رسولیین (پیام آوران) این اصطلاح را استفاده نمود. بعضی از ملکیین کاتولیک خودشان را اولین جماعت کاتولیک می‌دانند. در زبان اروپایی این کلیسا به نام کلیسای یونانی‌های پادشاهی کاتولیک نیز نامیده می‌شود «Melkite Greek Catholic Church» ولی درست و بهتر این است که اینطور نامیده می‌شد «Melkite Byzantine Church» برای اینکه مقصود و منظور از لفظ و کلمه (Greek) یونان و یونانی‌ها نیست بلک منظور بیزانس و بیزانسی‌ها است، شاید بهترین دلیل برای این موضوع این باشد که مورخان قدیمی عرب از واژه جنگ‌های روم و نه جنگ‌های یونانی‌ها استفاده می‌کردند؛ ولی بعضی‌ها این را به نوع دیگری تفسیر می‌کنند و می‌گویند که اصطلاح روم در زبان عربی گاهی دلالت بر یونان دارد.

## تاریخچه
همانا ریشه و اساس این کلیسا به جمعیت‌های مسیحی مختلفی در سرزمین شام و مصر برمی‌گردد، گسترش و حوزه تحت تسلط پطریرکیه آن‌ها به سه کرسی یا منطقه قدیمی را در بر می‌گرفت که این مناطق عبارت بودند از انطاکیه و اسکندریه و اورشلیم. این امکان را ما داریم که نگاهی به تاریخ این کلیسا و روابط آن با کلیساهای دیگر از سه زاویه و سه محور اصلی بیندازیم.
- محور اول عبارت از تأثیر سیاسی اجتماعی که مجمع خلقیدونیه در قرن پنجم میلادی روی جامعه مسیحیت در خاورمیانه گذاشته‌است، بطوریکه همین امر باعث تقسیم‌بندی و جبهه بندی شدیدی بین کسانی که مقررات مجمع را قبول کردند و کسانی که آن را رد کردند شد. همانا کسانی که مقررات مجمع را قبول کردند عموماً ساکنان شهرهای یونانی ساخته شده در خاورمیانه توسط یونانی‌ها بود که به زبان یونانی نیز صحبت می‌کردند.
- محور دوم عبارت بود از تحول ناگهانی که بعد از نبرد یرموک در سال ۶۳۶ میلادی که چهره منطقه خاورمیانه را به‌طور کامل تغییر داد، بطوریکه ملکیون از زیر سلطه امپراتوری بیزانس (روم شرقی) خارج شده و تحت سلطه اعراب مسلمان که در این نبرد پیروز شده بودند درآمدند.

با اینکه زبان و فرهنگ یونانی جایگاه خودش را به‌طور خاص در نزد ملکیین در شهر اورشلیم (قدس) حفظ نمود، اما عادات و رسوم کلیسای ملکیین روم به‌طور تدریجی در فرهنگ و زبان عربی ذوب و حل شد. این امر باعث گردید که پطریرک قسطنطنیه به عنوان ریاست مسیحیین ارتدوکس خلقیدونیها و تمام پیروان وی از ملکیین به حکم و حکومت عربی اسلامی تن بدهند.
در ابتدای سال ۱۳۴۲ میلادی فعالیت و اعزام هیئت‌های نمایندگی از طرف کلیسای روم در غرب شروع شد به‌طور خاص در شهر دمشق و آموزش‌های آنان تأثیر زیادی روی روحانیون مسیحی ملکیین و پیروان آنان گذاشت. با همه این‌ها در این زمان انشعاب و شقه واقعی و حقیقی از کلیسای ارتدوکس صورت نگرفت ولی همین تغییرات راه و مسیر پیدایش جمعیت کاتولیک را در قلب کلیسای ارتدوکس شرقی میسر نمود.
- محور سوم انتخاب کیرلس ششم انطاکی در سال ۱۷۴۲ میلادی در دمشق به عنوان پطریرک جدید انطاکیه توسط اسقف‌های این کلیسا بود، هنگامی که پطریرک قستنطنیه ارمیا سوم فهمید که کیرلس به سمت آیین کاتولیکی گرایش دارد احساس کرد که سلطه و تسلط پطریرکی خودش با این انتخاب در خطر است اعلام کرد که انتخاب کیرلی ششم ملغی می‌باشد، وی بلافاصله یک راهب یونانی به نام سیلفستروس را به عنوان کسی که جایگزین وی در پطریرک انطاکیه می‌شود انتخاب و مشخص نمود، این کار باعث برانگیخته شدن رغبت و میل به جدایی در نزد بعضی از ملکیین بخاطر قوانین سنگینی که کلیسای ارتدوکس بر آن‌ها مقرر ساخته بود بشود، همین هم باعث شد که آن‌ها سلطه و حاکمیت کیرلس ششم به عنوان پطریرک خودشان را اعلام کنند. در همین سال یعنی ۱۷۲۴ میلادی پاپ در روم که جدیداً انتخاب شده بود بنام بینیدیکتوس سیزدهم انتخاب کیرلس ششم را به عنوان پطریرک حقیقی و شرعی انطاکیه تبریک گفت و به رسمیت شناخت و پذیرفت که وی و هرکس که از ملکیین که از وی پیروی می‌کند با کلیسای روم همبسته و شریک تام می‌باشد، از این زمان به بعد کلیسای روم پادشاهی کاتولیک دارای یک وجود و کیان مستقل و به‌طور کامل منفصل از پطریرکیه ارتدوکس انطاکیه و روم شرقی گردید.

## نقاط مهم در تاریخچه
این کلیسا نقش مهمی در رهبری مسیحیهای عرب ایفا کرده‌است، تمام رهبران این کلیسا به زبان عربی صحبت و سخنرانی و موعظه می‌کردند با اینکه به‌طور معمول پطریرک انطاکیه و سایر سرزمین‌های روم شرقی ارتدوکس توسط پطریرک‌هایی رهبری می‌شد که از یونان تا سال ۱۸۹۹ میلادی می‌آمدند. در سال ۱۸۳۵ حاکمان عثمانی پطریرک مکسیموس سوم مظلوم را به عنوان پطریرک انطاکیه و کلیسای روم کاتولیک ملکیین به عنوان رهبر بخش مشخصی از ملت با یک دین دیگر به رسمیت شناختند. کما اینکه پاپ غریغوریوس شانزدهم به پطریرک سوم لقب پطریرک انطاکیه داد و در سایر سرزمین‌های شرقی و اسکندریه و اورشلیم همچنان آن را تا امروز به عنوان لقب اصلی می‌داند و با همین عنوان هم اعلام می‌کند.
پطریرک غریغوریوس دوم یوسف (۱۸۶۴ تا ۱۸۹۷) یک مخالف قوی در داستان و قضیه عصمت پاپ که در آنزمان از طرف مجمع واتیکانی اول مطرح شده بود. وی معتقد بود که اعلام این موضوع باعث شکاف عمیقی در روابط و مناسبات بین مسیحیهای ملکیین کاتولیک و مابقی مسیحیها در مشرق زمین می‌گردد و این چیزی است که اتفاق افتاده‌است. در مجمع دوم واتیکان پطریرک ملکی مکسیموس چهارم الصایغ یک دفاع جانانه ای از فرهنگ مسیحیت شرقی به عمل آورد بطوریکه احترام بسیاری از نفرات ملکیین ارتدوکس که در این مجمع به عنوان مراقب و ناظر شرکت بودند را به‌دست آورد، بعد از وی نیز جانشین او پطریرک مکسیموس پنجم حکیم همان مسیر پیشینیان خود را در برقراری روابط برادرانه با سایر کلیساهای مسیحی ارتدوکس را پیمود.
همانا پطریرک ملکی در حال حاضر یوسف اول عیسی پطریرک انطاکیه و سایر سرزمین‌های مشرق و اسکندریه و اورشلیم ملکیین کاتولیک می‌باشد، مقر رسمی وی در حاره الزیتون – دروازه شرقی- در پایتخت سوریه دمشق می‌باشد، تعداد پیروان این دین و طایفه ۱۳۵۰۰۰۰ نفر برآورد می‌شود که گفته می‌شود بیشتر از نصف این جمعیت به کشورهای غرب مهاجرت کرده و در آنجا زندگی می‌کنند.

## کرسی‌های پاتریارک ملکی در نقاط مختلف
- کرسی پاتریارکی انطاکیه در دمشق
- کرسی پاتریارکی اسکندریه برای مصر و سودان
- کرسی پاتریارکی در اورشلیم

### اسقف‌‌نشین‌های ملکیین در لبنان
- اسقف‌نشین بعلبک و توابع آن
- اسقف‌نشین طرابلس و عکار برای کاتولیک‌های روم ملکیین
- اسقف‌نشین بیروت و جبیل و توابع این دو برای کاتولیک‌های روم ملکیین
- اسقف‌نشین صیدا و دیرالقمر و توابع این دو برای کاتولیکهای روم ملکیین
- اسقف‌نشین صور برای کاتولیک‌های روم ملکیین
- اسقف‌نشین بانیاس برای کاتولیکهای روم ملکیین
- اسقف‌نشین الفرزل و زحله و بقاع برای کاتولیک‌های روم ملکیین

### اسقف‌‌نشین‌های ملکیین در سوریه
- اسقف‌نشین حلب برای روم کاتولیک
- اسقف‌نشین حمص یبرود
- اسقف‌نشین بصری و حوران و جبل العرب

### اسقف‌‌نشین‌های در سرزمین مقدس (فلسطین و بیت‌المقدس)
- اسقف‌نشین عکا و حیفا و ناصره و الجلیل برای کاتولیک‌های روم ملکیین
- اسقف‌نشین بتراء و فیلادلفیا برای کاتولی کهای روم ملکیین